# Alex Yee
Alexander Amos Yee (Lewisham, 18 febbraio 1998) è un triatleta e mezzofondista britannico, campione olimpico nella gara a squadre e vicecampione olimpico nella gara individuale di triathlon ai Giochi di Tokyo 2020.

## Biografia
Intrattiene una relazione sentimentale con Olivia Mathias, anche lei triatleta di caratura internazionale.
Ha preso parte ai Campionati europei di corsa campestre di Hyères 2015 e Chia 2016 nelle gare individuali junior, senza riuscire a salire sul podio.
Ha partecipato ai campionati europei di atletica leggera di Glasgow 2018, terminando al 14º posto nei 10000 m piani.
Ha rappresentato la Gran Bretagna ai Giochi olimpici di Tokyo 2020, dove ha vinto la medaglia d'oro nella gara a squadre e quella d'argento nella gara individuale, terminando alle spalle del norvegese Kristian Blummenfelt.

## Palmarès
- Giochi olimpici estivi

Tokyo 2020: oro nella gara a squadre; argento nella gara individuale;
Parigi 2024: oro nella gara individuale;